# Storia degli ebrei in Estonia
Gli ebrei in Estonia hanno una presenza organizzata dal XIX secolo ai giorni nostri. La comunità ebbe nel primo Novecento il suo periodo di massimo sviluppo ed importanza e fu quindi duramente colpita dall'Olocausto e dalle repressioni del regime comunista sovietico. Un tempo forte di 5000 unità, essa conta oggi circa 1700 persone.

## Storia

### Gli inizi nel XIX secolo sotto l'Impero russo
Benché vi siano testimonianze di alcune presenze individuali di ebrei nella regione sin dal XIV secolo, sia sotto il dominio svedese sia sotto quello dell'Impero russo l'Estonia rimase chiusa a qualsiasi insediamento ebraico. La presenza organizzata di comunità ebraiche in Estonia risale solo al XIX secolo, a quando lo zar Nicola I di Russia nel 1828 richiamò nel proprio esercito i giovani ebrei di età superiore ai 12 anni risiedenti nell'Impero. Una delle scuole militari ebbe sede a Tallinn in Estonia. La comunità ebraica di Tallinn fu così ufficialmente costituita nel 1830. Nel 1865 lo zar Alessandro II di Russia concesse ai reduci ebrei e ai loro discendenti il privilegio di risiedere nella regione. La popolazione ebraica crebbe considerevolmente e nuove comunità si costituirono in altri centri: a Tartu (1867), Pärnu (1869), Valga (1871), Viljandi (1876), ecc. A Tallinn e Tartu furono costruiti anche i due più grandi edifici sinagogali del paese: la sinagoga grande di Tallinn nel 1883-84 e la sinagoga grande di Tartu nel 1901-03 (entrambi gli edifici saranno distrutti durante la seconda guerra mondiale). Una fitta rete di servizi (scuole, cimiteri, associazioni culturali e sportive, ecc.) fu creata per servire alle necessità degli ebrei estoni. Un tempo composta di artigiani e commercianti, la comunità divenne sempre più integrata con l'accesso agli studi e all'Università.

### La guerra di indipendenza estone (1918-20) e Repubblica di Estonia (1920-40)
Gli ebrei parteciparono alla guerra di indipendenza estone (1918-20) che portò alla creazione della Repubblica di Estonia. La nuova Repubblica ripagò il sostegno ricevuto dalla popolazione ebraica con una serie di provvedimenti culminati con l'approvazione nel 1925 di una delle legislazioni più avanzate d'Europa nel campo della tutela dei diritti delle minoranze linguistiche e religiose. Mentre nel cuore d'Europa cresceva l'antisemitismo, l'Estonia offriva un raro esempio di tolleranza e integrazione, che non venne meno nemmeno con l'inizio nel 1934 del governo autocratico del Presidente Konstantin Päts. Nel 1934 Lazar Gulkowitsch, già professore all'Università di Lipsia, fu nominato primo professore di Studi Ebraici all'università di Tartu e nel 1937 il vice presidente della Comunità Ebraica Heinrich Gutkin entrò con decreto del Presidente a far parte del senato estone.

### La Seconda guerra mondiale e l'Olocausto

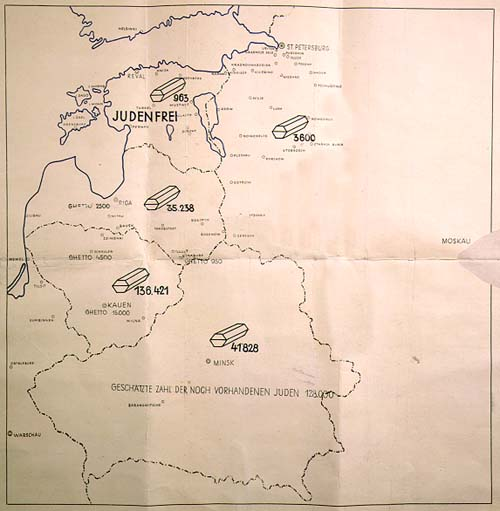
Mappa tedesca del 1942 che indica l'Estonia "Judenfrei" in seguito all'uccisione di 963 ebrei ivi residenti al tempo dell'occupazione

L'autonomia culturale degli ebrei cessò bruscamente con l'occupazione sovietica delle repubbliche baltiche nel 1940. Il 14 giugno 1941 circa 400 ebrei (il 10% della popolazione ebraica del tempo) furono deportati in campi prigionia in altre regioni dell'Unione Sovietica (vedi deportazioni sovietiche dall'Estonia). Tutte le organizzazioni ebraiche furono chiuse, l'insegnamento dell'ebraico e dell'yiddish proibito. La temporanea occupazione sovietica consentì tuttavia a quasi il 75% della popolazione ebraica dell'Estoni di lasciare il paese prima dell'arrivo delle truppe tedesche nel 1941. Tutti coloro che rimasero (circa 1000 persone) saranno sterminate con l'Olocausto; meno di una dozzina di ebrei estoni sono noti per essere sopravvissuti. In assenza di forti sentimenti razziali antisemiti, i nazisti nella loro propaganda fecero leva soprattutto sull'anticomunismo della popolazione locale presentando i provvedimenti antiebraici come misure repressive contro "i comunisti". Gli eccidi furono perpetrati con rapidità tanto che già alla Conferenza di Wannsee il 20 gennaio 1942 l'Estonia risultava Judenfrei. Ora che la popolazione ebraica locale era stata completamente liquidata ed i segni più importanti della sua presenza sistematicamente distrutti e cancellati, l'Estonia divenne sede di 22 campi di concentramento e lavoro per ebrei provenienti da altri paesi (Germania, Francia, Polonia, ecc.); il più grande fu il campo di concentramento di Vaivara. Si stima che circa 10.000 ebrei "stranieri" perirono in Estonia durante gli anni dell'occupazione tedesca.

### La Repubblica Socialista Sovietica Estone (1944-1988)
Dopo la guerra la Repubblica Socialista Sovietica Estone fu ricostituita come una delle repubbliche dell'Unione Sovietica. Il ritorno in patria della popolazione ebraica estone evacuata e l'arrivo di numerosi ebrei russi permise una rapida ricostruzione demografica della comunità tanto che nei censimenti del 1959 e 1970 gli ebrei estoni risultavano raggiungere nuovamente le 5000 unità. Una piccola sinagoga in locali di fortuna fu riaperta a Tallinn già nell'autunno 1945 ed alcune iniziative culturali poterono essere avviate, ma le politiche repressive del regime e l'assenza di autonomia sociale ed organizzativa non permisero in alcun modo la rinascita della vibrante vita ebraica del periodo pre-bellico. Il patrimonio storico, artistico e culturale dell'ebraismo estone (in primo luogo le due grandi sinagoghe) non fu ricostruito né si fece nulla per preservarne la memoria. Negli anni Settanta fu concesso ad un numero considerevole di ebrei estoni di emigrare in Israele.

### La fine della guerra fredda (1988-91) e la nuova Repubblica d'Estonia (1991-presente)
Già dal 1988, con le riforme della Perestrojka, cominciano ad avvertirsi i primi segnali di cambiamento. Rinascono le prime libere associazioni culturali e religiose ebraiche, e alcune scuole. Raggiunta la piena indipendenza nel 1991, l'Estonia riprende la tradizionale politica di tolleranza interrottasi con la seconda guerra mondiale. La comunità ebraica è stata ufficialmente riconosciuta con l'approvazione del suo statuto in data 11 aprile 1992. Ed una nuova legge sulle autonomie è stata approvata nell'ottobre 1993, basata sulla legislazione del 1925. Per motivi economici tuttavia molti ebrei hanno lasciato l'Estonia, per trasferirsi in Israele, Germania o negli Stati Uniti, provocando un crollo demografico di oltre il 50%. Oggi la popolazione ebraica in Estonia è stimata attorno alle 1700 unità.
Le autorità governative si sono impegnate anche sul fronte della preservazione della memoria dell'Olocausto. Nel 1998, il presidente dell'Estonia Lennart Meriha convocò una Commissione internazionale di inchiesta con il compito di indagare sui crimini contro l'umanità commessi sul territorio della Repubblica di Estonia durante le occupazioni naziste e sovietiche. La commissione era presieduta dal diplomatico finlandese Max Jacobson e composta da Uffe Ellemann-Jensen, Paul Goble, Nicholas Lane, Peter Reddaway, Arseny Roginsky, e Wolfgang von Stetten. I risultati delle indagini, condotte tra il 1999 e il 2008, sono a disposizione del pubblico online, in lingua inglese, russa ed estone.. Il 1º settembre 1994 un cippo è stato eretto in memoria delle vittime sul luogo dove sorgeva il campo di concentramento di Klooga e il 18 luglio 2001 un monumento è stato dedicato alle vittime dell'Olocausto a Tartu. Nel gennaio 2012 il governo ha finanziato l'apertura della Galleria della Memoria, in cui sono conservati i nomi del quasi migliaio di ebrei estoni che perirono nell'Olocausto.
Dal 2004 si tiene in Estonia l'annuale festival "Ariel", dedicato ai vari aspetti della cultura ebraica, e che comprende la presentazioni di libri, conferenze, mostre d'arte, proiezioni di film, programmi radiofonici, e concerti .
Il 16 maggio 2007 la nuova sinagoga di Tallinn è stata aperta, servendo alle necessità religiose e culturali della comunità. È il primo edificio sinagogale ad essere stato costruito in Estonia dal periodo precedente alla seconda guerra mondiale. Dal 17 dicembre 2008 I locali della sinagoga ospitano anche un Museo sulla storia degli ebrei in Estonia.

## Ebrei estoni
- Moses Wolf Goldberg
- Louis Kahn
- Eri Klas
- Jurij Michajlovič Lotman